# Giuseppe Porsile
Giuseppe Porsile   (Nàpols, 5 de maig de 1680 - Viena, 29 de maig de 1750) fou un compositor italià.
Fill de Carlo, també músic, estudià en el Conservatori dei Poveri di Gesú Cristo, seguint els cursos de Gennaro Ursino, M. Giordano i Gaetano Greco. Des de 1695 fou nomenat vicemestre de capella a la cort espanyola de Carles II a Barcelona, on esdevingué mestre el 1697 per a impulsar la capella local de música la qual restava molt devaluada. Més endavant estava sota les ordres de l'arxiduc Carles, l'adversari austríac al tron espanyol, i també el mestre de cant de la seva muller Elisabet Cristina. En ser elegit el 1711 Carles III a Viena sobirà de l'Imperi amb el nom de Carles VI, seguí dos anys més a Barcelona amb la nova sobirana Isabel i després la seguí a Viena on continuà al seu servei. El 17 de desembre de 1720 fou nomenat compositor i mestre de capella a la cort de Viena, on va romandre fins al 1740.
Algunes de les seves òperes representades són:
- Il ritorno di Ulisse (Nàpols, 1707);
- A Viena: La virtù festeggiata, (1717);
- Alceste, festa teatral (1718);
- Meride e Selinunte (1721);
- Spartaco (1726).
- Il tempio di Giove chiuso da Cesare Augusto (1726);
- La Clemenza di Cesare, obra de cambra (1727);
- Telenilla, festa teatrale (1727);
- Scipione Africano il maggiore, festa de camera (1730);
- Sesostri (1737);
- Psiche (1737);

I també 12 oratoris, entre els més coneguts:
- L'anima immortale creata e redenta per il cielo (1722);
- Il trionfo di Giuditta (1723);
- Il sacrifico di Gefte (1724);
- Mosè liberato dal Nilo (1725);
- Assalone nemico del padre amante (1726);
- L'Esaltazione di Salomone (1727);
- L'Ubbidenza a Dio (1730);
- Due Re Roboamo e Gereboamo (1731), entre d'altres.

Finalment va escriure altres moltes composicions sacres i profanes, serenates i cantates, conservades a Viena o en diverses biblioteques europees. Johann Adolph Hasse i Johann Joseph Fux expressaren judicis molt elogiosos envers l'art de Porsile.